# Неман (станция)
Неман (бел. Нёман) — железнодорожная станция Барановичского отделения Белорусской железной дороги. Расположена в деревне Селец Лидского района Гродненской области Белоруссии.
Название получено по реке Неман, на берегу которой располагается станция.
Станция дала название Неманскому сельсовету, существовавшему в 1940—1954 годах. Первоначально являлась центром этого сельсовета.

## Описание
Станция включает вокзал, технические и хозяйственные постройки, четыре пути и перрон.

## История

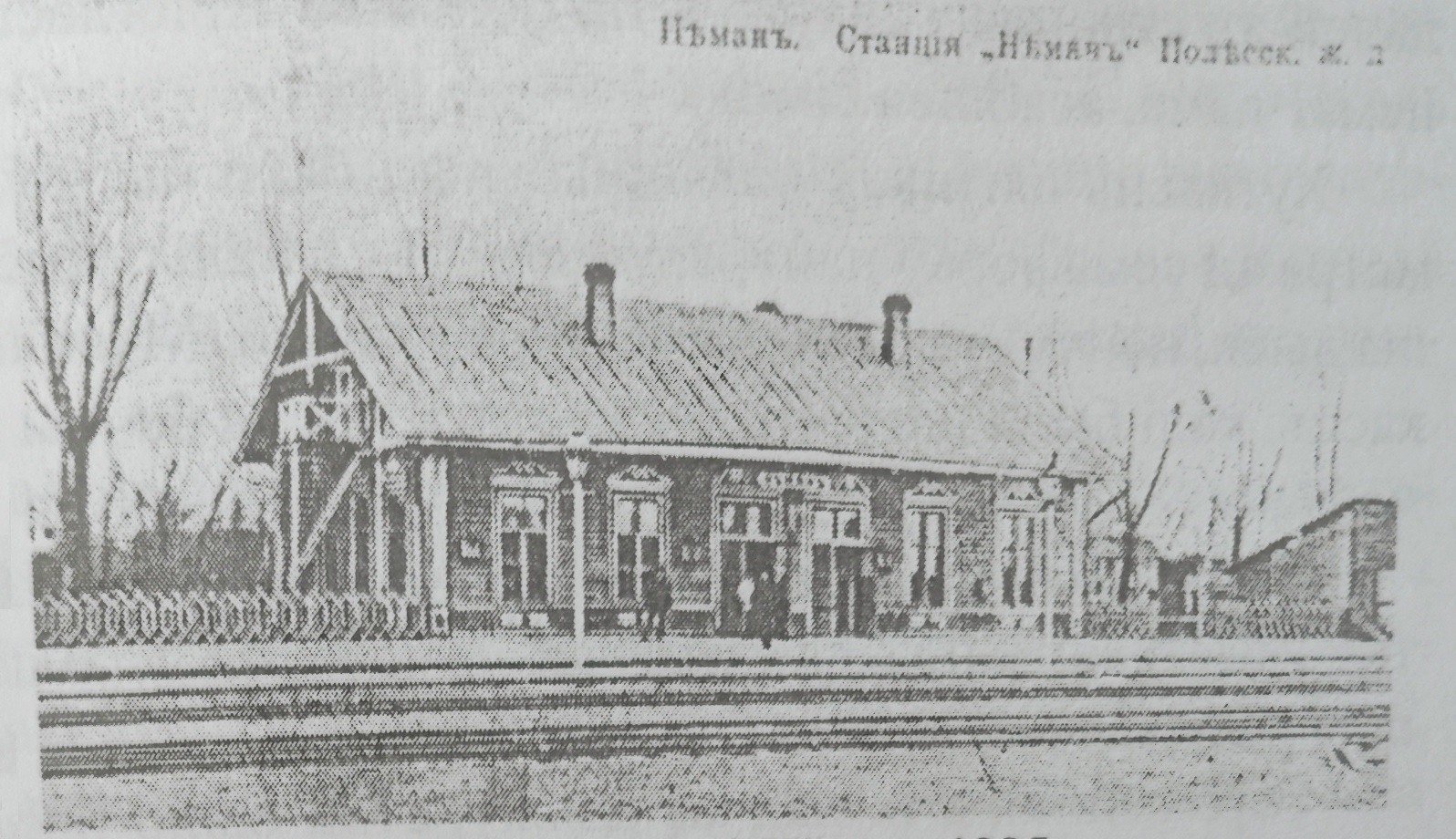
Вокзал в 1885 году

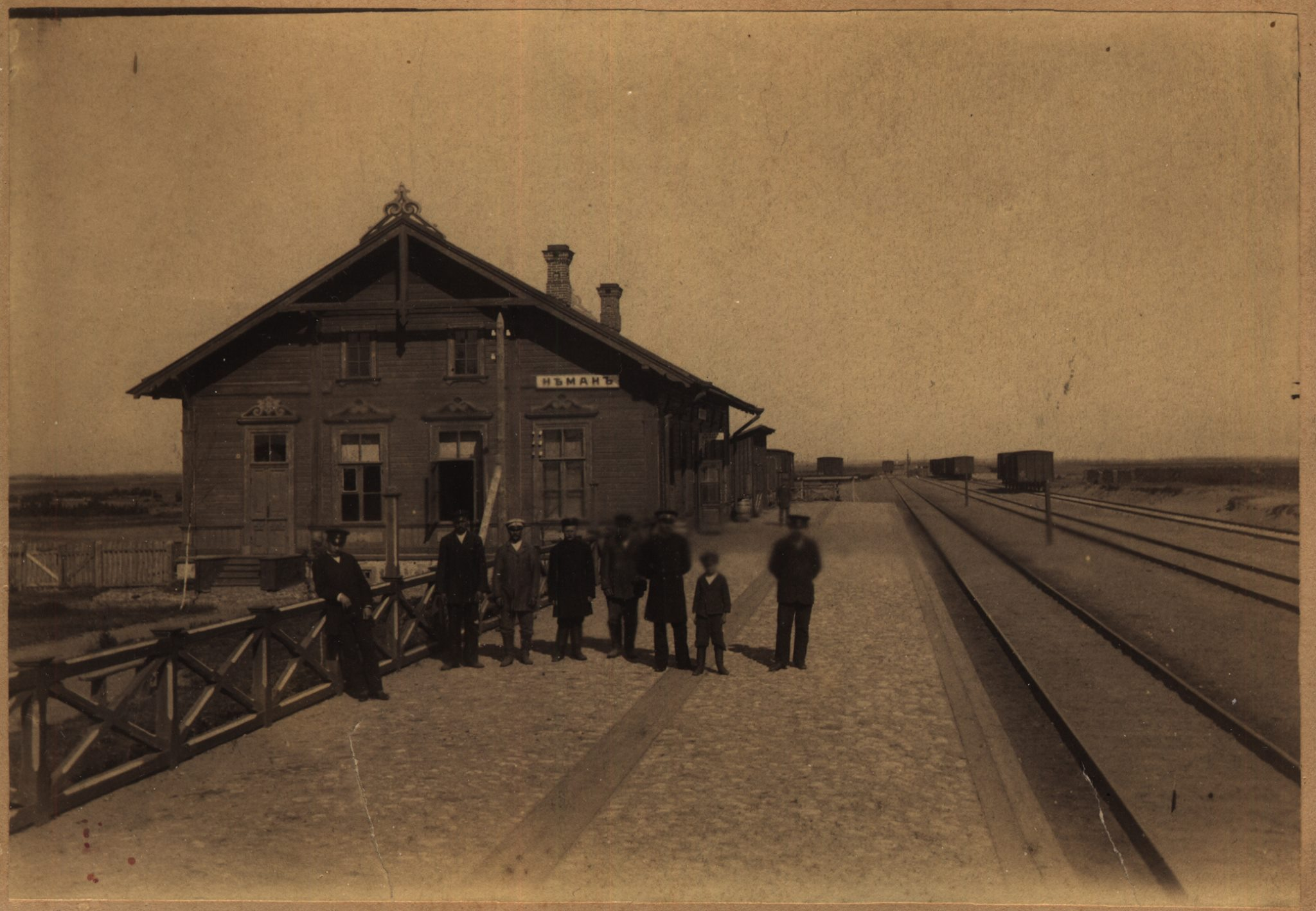
Станция в 1886 году

В 1883 году началось строительство Вильно-Ровенской железной дороги (линии Полесской железной дороги). Железнодорожный мост через реку Неман у деревни Селец был одним из самых сложных объектов стройки. Его возведение завершилось в октябре 1884 года, первый поезд по нему прошёл в декабре 1884 года в сторону Баранович и Лунинца.
В 1909 году к станции была проведена узкоколейная железная дорога от стеклозавода «Неман».
Во время Великой Отечественной войны в 4 утра 27 июня 1941 года над станцией Неман появились самолёты люфтваффе. Во время войны прилегающий к станции мост был взорван германскими войсками, был восстановлен из дерева, в 1953 году — из железа.
До 2005 года рядом со станцией располагалась стоянка старых и неисправных паровозов.
В сентябре 2009 года во время белорусско-российских оперативно-стратегических учений «Запад-2009» на участке у станции производилась выгрузка российского и белорусского эшелонов с военной техникой.

## Пассажирское сообщение
Станция является важным объектом Сельца, связывающем деревню с Лидой и другими районными и областными центрами.
Основной пассажиропоток составляют жители деревни Селец, дачники, грибники и отдыхающие, в летний период количество пассажиров существенно увеличивается, 